# Thelephora albidobrunnea
Thelephora albidobrunnea är en svampart som beskrevs av Schwein. 1832. Thelephora albidobrunnea ingår i släktet vårtöron och familjen Thelephoraceae.   Inga underarter finns listade i Catalogue of Life.